# Kaliforniai Egyetemrendszer
A Kaliforniai Egyetem (angolul: University of California; rövidítve: UC) állami földadományozással létrehozott kutatóegyetemekből álló rendszer Kalifornia államban. Az egyetem tíz campusa Berkeley, Davis, Irvine, Los Angeles, Merced, Riverside, San Diego, San Francisco, Santa Barbara és Santa Cruz, illetve több kutatóállomása, laboratóriuma is van. A rendszer egyetemeit gyakran a világ legjobbjai közé sorolják, a tízből hét campust (Berkeley, Davis, Santa Cruz, Irvine, Los Angeles, Santa Barbara, San Diego) Public Ivy-egyetemnek tekintenek, amik a legszínvonalasabb amerikai állami egyetemeknek számítanak. Az egyetem kutatói és oktatói összesen 71 Nobel-díjat nyertek el.
A rendszer tíz egyetemén összesen 294 309 diák tanul, 24 800 oktató dolgozik és összesen 167 300 személyt foglalkoztat. Jelenleg több, mint két millió ember él a világon, aki egyszer az egyetemrendszer tanulója volt. Legújabb campusát 2005-ben nyitotta meg, Mercedben. A tízből kilenc egyetemen végeznek alapfokozatú és mesterfokozatú oktatást is, míg San Franciscóban csak mesterképzést tartanak. Ezek mellett a Kaliforniai Egyetemi Jogi Főiskola ugyan az egyetemrendszer nevét viseli, de lényegében független attól. Az egyetemrendszert a Régensek Tanácsa irányítja, akik függetlenségét az állam kormányától a kaliforniai alkotmány biztosítja. Ezek mellett a rendszer közreműködik az Egyesült Államok Energiaügyi Minisztériumával, három laboratóriumát működtetik.
1868. március 23-án alapították az egyetemet Oaklandben, mielőtt 1873-ban Berkeleybe költözött volna. Ahogy telt az idő, egyre több campusa kezdett el kialakulni, mielőtt 1951 márciusában megpróbálták újraszervezni a teljes rendszert, így nem minden campusa a Berkley egyetem alá tartozott volna. A folyamatot ellenállásnak köszönhetően csak az 1950-es évek utolsó éveiben tudták befejezni.

## Elnökök
- 1868–1869: Henry Durant
- 1869–1870: John LeConte
- 1870–1872: Henry Durant
- 1872–1875: Daniel Coit Gilman
- 1875–1881: John LeConte
- 1881–1885: W.T. Reid
- 1885–1888: Edward S. Holden
- 1888–1890: Horace Davis
- 1890–1899: Martin Kellogg
- 1899–1919: Benjamin Ide Wheeler
- 1919–1923: David Prescott Barrows
- 1923–1930: William Wallace Campbell
- 1930–1958: Robert Gordon Sproul
- 1958–1967: Clark Kerr
- 1967–1967: Harry R. Wellman (megbízott)
- 1967–1975: Charles J. Hitch
- 1975–1983: David S. Saxon
- 1983–1992: David P. Gardner
- 1992–1995: Jack W. Peltason
- 1995–2003: Richard C. Atkinson
- 2003–2008: Robert C. Dynes
- 2008–2013: Mark Yudof
- 2013–2020: Janet Napolitano
- 2020–napjainkig: Michael V. Drake

## Campusok
| Campus        | Alapítva | Diákok | Pénzügyi alap  | Sport                    | Sport          | Ranglista | Ranglista  | Ranglista | Ranglista    | Ranglista    | Ranglista    | Ranglista                | Ranglista                      |
| Campus        | Alapítva | Diákok | Pénzügyi alap  | Divízió                  | Név            | ARWU      | ARWU World | CWUR      | Forbes       | THE          | QS           | U.S. News & World Report | U.S. News & World Report World |
| ------------- | -------- | ------ | -------------- | ------------------------ | -------------- | --------- | ---------- | --------- | ------------ | ------------ | ------------ | ------------------------ | ------------------------------ |
| Berkeley      | 1868     | 45 307 | $6,91 milliárd | NCAA 1. divízió Pac–12   | Golden Bears   | 4         | 5          | 12        | 2            | 8            | 27           | 20                       | 4                              |
| Davis         | 1905     | 39 679 | $2,06 milliárd | NCAA 1. divízió Big West | Aggies         | 40–54     | 101–150    | 52        | 23           | 63           | 102          | 38                       | 67                             |
| Irvine        | 1965     | 35 937 | $1,25 milliárd | NCAA 1. divízió Big West | Anteaters      | 33        | 61         | 82        | 30           | 95           | 235          | 34                       | 86                             |
| Los Angeles   | 1919     | 46 430 | $6,72 milliárd | NCAA 1. divízió Pac–12   | Bruins         | 11        | 13         | 18        | 6            | 21           | 44           | 20                       | 14                             |
| Merced        | 2005     | 9 103  | $85 millió     | NAIA CalPac              | Golden Bobcats | 107–127   | 401–500    | 841       | 309          | 301–350      | Nem szerepel | 97                       | 718                            |
| Riverside     | 1954     | 26 809 | $354 millió    | NCAA 1. divízió Big West | Highlanders    | 63–85     | 201–300    | 252       | 84           | 251–300      | 453          | 89                       | 169                            |
| San Diego     | 1960     | 42 006 | $2,39 milliárd | NCAA 1. divízió Big West | Tritons        | 16        | 21         | 33        | 17           | 32           | 53           | 34                       | 21                             |
| San Francisco | 1864     | 3 140  | $5,46 milliárd | Nem tag                  | Nincs          | 15        | 19         | 36        | Nem szerepel | Nem szerepel | Nem szerepel | Nem szerepel             | 11                             |
| Santa Barbara | 1909     | 26 420 | $544 millió    | NCAA 1. divízió Big West | Gauchos        | 32        | 57         | 98        | 39           | 64           | 149          | 32                       | 67                             |
| Santa Cruz    | 1965     | 19 478 | $269 millió    | NCAA 3. divízió C2C      | Banana Slugs   | 55–62     | 151–200    | 306       | 87           | 192          | 375          | 83                       | 103                            |

## Fontos személyek
Nobel-díjasok
| Campus        | Dijazottak száma | Alapítva | Dijazottak /10 év |
| ------------- | ---------------- | -------- | ----------------- |
| Berkeley      | 110              | 1868     | 7,2               |
| San Diego     | 28               | 1960     | 4,6               |
| Los Angeles   | 27               | 1919     | 2,6               |
| Santa Barbara | 14               | 1909     | 1,8               |
| San Francisco | 10               | 1864     | 0,7               |
| Irvine        | 7                | 1965     | 1,3               |
| Davis         | 4                | 1905     | 0,3               |
| Riverside     | 3                | 1954     | 0,4               |
| Santa Cruz    | 1                | 1965     | 0,2               |
| Merced        | 0                | 2005     | 0                 |

## Galéria
- Berkeley
- Davis
- Irvine
- Los Angeles
- Merced
- Riverside
- San Diego
- San Francisco (Parnassus)
- San Francisco (Mission Bay)
- Santa Barbara
- Santa Cruz